# Lonchophylla orcesi
Lonchophylla orcesi' är en däggdjursart som beskrevs av de amerikanska zoologerna Luis Albuja V och Alfred L. Gardner, 2005. Endast ett fynd har gjorts, varför arten ännu är så gott som okänd. Den ingår i släktet Lonchophylla, och fladdermusfamiljen bladnäsor. Mot denna bakgrund kategoriserar IUCN arten globalt som föremål för kunskapsbrist.

## Utbredning
Lonchophylla orcesi är känd från ett fynd på 1200 meters höjd över havet, i Los Pambiles i Esmeraldas-provinsen, i Ecuador.